# Джурич, Николай Трифонович
Николай Трифонович Джурич (1832 — ?) — таганрогский городской голова (1876—1880), кандидат прав. Избирался почетным мировым судьей (1871).

## Биография
Отец Николая Джурича, Трихон Маркович Джурич, почетный гражданин Таганрога, купец 1-й гильдии, в 30-е годы занимался покупкой и перепродажей пшеницы за границу и чрезмерно разбогател.
В 1864 году Николай Джурич на заседании Русского географического общества в своей зажигательной речи отстоял первенство на Азовском море таганрогского порта по сравнению с ростовским. П. П. Филевский характеризовал Джурича как «…человека с большими дарованиями, но недостаточно серьезно относившегося к своей общественной деятельности».
В 1871 году кандидата прав Н.. Джурича избрали почетным мировым судьей, с 1876 года по 1880 таганрогским городским головой. С его помощью была сохранена Архангельско-Михайловская церковь на месте бывшей крепости. Имел имение в селе Николаевка.
Джурич начал строить первый в Таганроге трехэтажный дом на Петровской, 40, который вынужден был из-за материальных трудностей продать Окружному суду.